# 39e régiment de marche
Pour les articles homonymes, voir 39e régiment.
Pour 39e régiment de marche formé à Paris en 1870, voir 139e régiment d'infanterie.
Le 39e régiment d'infanterie de marche (ou 39e régiment de marche) est un régiment d'infanterie français, qui a participé à la guerre franco-allemande de 1870 et à la campagne de 1871 à l'intérieur.

## Création et différentes dénominations
- 7 octobre 1870 : formation du 39e régiment d'infanterie de marche
- 11 juillet 1871 : fusion dans le 39e régiment d'infanterie de ligne

## Historique
Le 39e régiment de marche est formé à Bourges par décret du 19 octobre 1870, à trois bataillons de six compagnies.
Au 15 octobre, il fait partie de la 1re brigade de la 1re division (Barry) du 16e corps d'armée, (armée de la Loire). Il participe notamment au combat de Saint-Jean-sur-Erve.
Mi-mars 1871, le 39e de marche est à la division Barry de la nouvelle armée de Paris. Le 16 mars, il  passe à la 5e division de l'armée de Versailles qui vient d'être créée pour réprimer la commune de Paris. Les soldats du régiment sont peu motivés à l'idée de tirer sur d'autres Français. L'armée de Versailles est réorganisée le 6 avril et le régiment passe à la 3e division du 1er corps de la 2e armée de Versailles,.
Il fusionne le 11 juillet 1871 dans le 39e régiment d'infanterie de ligne.

## Personnalités ayant servi au régiment
- Raoul Guerrier de Dumast (1836-1871), mort de ses blessures lors de la prise du fort de Châtillon aux communards[10],[11]